# Rozalie Hirs

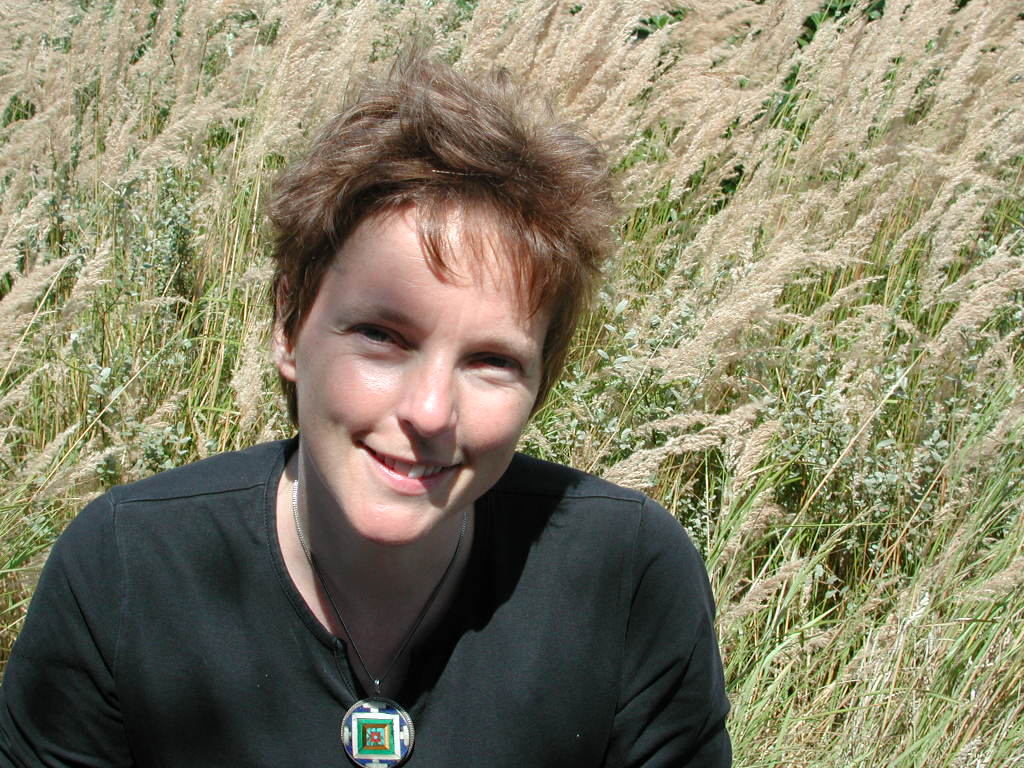
Rozalie Hirs (2001)

Rozalie Hirs (* 7. April 1965 in Gouda) ist eine niederländische Komponistin und Lyrikerin.

## Werdegang und Werk
Hirs studierte Komposition bei Diderik Wagenaar (1991–1994) und Louis Andriessen (1994–1998) am Koninklijk Conservatorium Den Haag, Niederlande, anschließend bei Tristan Murail (1999–2002) an der Columbia University, New York.
Ihre Musik charakterisiert sich durch eine Vorliebe für Klang und den Gebrauch von Frequenzspektren und mathematischen Funktionen während des kreativen Prozesses. Ihre Musik könnte man deswegen der Spektralmusik zuordnen. Sie umfasst Instrumentalmusik, elektroakustische Musik sowie Musik für Sprechstimme mit eigenen Texten. Hirs unterrichtete Komposition und Zeitgenössische Kompositionstechniken am Conservatorium van Amsterdam von 2005 bis 2006 (im Auftrag von Amsterdam School of the Arts) und Guildhall School of Music and Drama, London, von 2011 bis 2012.
Ihre Dichtung ist experimentell und lyrisch zugleich. Sie umfasst sowohl Lyrikbände als auch digitale Arbeiten, die in Zusammenarbeit mit bildenden Künstlern und Designern entstehen. Der renommierte niederländische Verlag Em. Querido's Uitgeverij veröffentlichte bislang sechs Lyrikbände: Locus (1998), Logos (2002), [Speling] (Spielraum, 2005), Geluksbrenger (Glücksbringer, 2008), gestamelde werken (gestammelte werke, 2012), verdere bijzonderheden (weitere einzelheiten, 2017).
Auf Empfehlung von Cees Nooteboom war Hirs im Jahr 2004 Stipendiatin (Sektion Literatur) der Akademie der Künste, Berlin. 2005 publizierte Akzente (Carl Hanser Verlag) ihr deutschsprachiges Debüt. Der erste deutschsprachige Lyrikband ein tag erschien 2014 beim Hochroth Verlag in Berlin. Hirs leitet regelmäßig Lyrikwerkstätten mit Kindern und Jugendlichen für Kunstwelten, dem Vermittlungsprogramm der Akademie der Künste, Berlin.

## Musikwerke

### Orchester
- Book of mirrors, Kammerorchester (film: Joost Rekveld; 2001)
- Platonic ID, Kammerorchester (2005–06)
- Roseherte, Symphonie-Orchester & Soundtrack (2007–08)
- Ain, silabar ain, Jazz Orchester (2013)
- Lichtende Drift, Streich-Orchester, divisi (2014)
- Atlantis ampersand, Kammerorchester, Chor & Soundtrack (2015)
- The honeycomb conjecture, Kammerorchester & Soundtrack (2015)
- lightclouds, Kammerorchester & Soundtrack (2019)
- avatar, Symphonie-Orchester (2022)
- bron, Symphonie-Orchester (2023)

### Ensemble
- Sacro Monte, Ensemble (1997)
- a-book-of-light, Ensemble & Soundtrack (2003)
- Little whale and the ice, Ensemble (2010)
- Venus [evening star] [invisible] [morning star], Schlagzeug-Sextett & Soundtrack (2010)
- Zenit [north] [east] [south] [west], Streichquartett (2010)
- Arbre généalogique, Sopran, Ensemble & Soundtrack (Text: Rozalie Hirs; 2011)
- dreams of airs, Sprechstimme, Ensemble & Soundtrack (Text: Rozalie Hirs; 2018)
- hand in hand, Sopran, Streich-Quartett (Text: Rozalie Hirs; 2020)
- artemis, Sopran, Ensemble & Soundtrack (Text: Rozalie Hirs; 2022) Kompositionsauftrag Donaueschinger Musiktage
- adonis blue, Streich-Quartett (2023; Version für Saxophon-Quartett, 2024)
- charms, symmetries, Ensemble (2024)

### Kammermusik
- article 0 [transarctic buddha], Schlagzeug (2000)
- Dog Making Kit & Puppy, Sopran, Klavier, Cello & Soundtrack (Text: Anne Elliott; 2000)
- article 1 to 3 [the] [aleph] [a], Klavier (2003)
- article 4 [map butterfly], Geige (oder Bratsche) (2004)
- article 5 [dolphin, curved time], Sopran (Text: Rozalie Hirs; 2008)
- article 7 [seven ways to climb a mountain], Bassklarinette & Soundtrack (2012)
- article 6 [six waves], Elektrische Gitarre & Soundtrack (2013)
- article 8 [infinity], Flöte & Soundtrack (2014)
- Infinity Stairs, Flöte, Bassklarinette, Elektrische Gitarre & Soundtrack (2014)
- Hilbert's Hotel, 31-Ton Orgel & Soundtrack (2015)
- On Tenderness, Klavier & Soundtrack (2017)
- meditations, Klavier & Soundtrack (2017)
- article 10 [prismes], Cello (2021) Kompositionsauftrag Radio France
- bee sage, Cello, Kontrabaßklarinette (2023)

### Sprechstimme, eigene Dichtung
- Slaaplied voor een duivel, Sprechstimme und Spieluhr (Niederländisch; 1994)
- In LA, sechs Sprechstimmen (oder Sprechstimme & Soundtrack) (Englisch, Niederländisch oder Deutsch; 2003)
- A throwaway coincidence that determined everything, Sprechstimme & Soundtrack (mehrsprachig; Film: Paul Leyton; 2004)
- Klangtext, Textklang, Sprechstimme & Live Electronik, Komposition mit James Fei (Deutsch; 2004)
- Van het wonder is word, Sprechstimme & Soundtrack (Niederländisch; 2005)
- Aan de zon, de wereld, Sprechstimme & Soundtrack (Niederländisch; 2006)
- Pulsars, Sprechstimme & Soundtrack (Englisch; 2006–07)
- Vlinders, gras, vier Sprechstimmen (Niederländisch; 2007)
- Poetry pieces I-III [heaven bleak] [dolphin] [family tree], Sprechstimme & Soundtrack (Englisch, Niederländisch oder Deutsch; 2008)
- Curved space, Sprechstimme, Ensemble & Live Electronik (Englisch; 2009)
- Bridge of Babel, Sprechstimme & Soundtrack (mehrsprachig; 2009)
- Curvices, zehn Stücke für Soundapp (Englisch; Software Design: Yvan Vander Sanden; Design, Animation: Cox & Grusenmeyer; 2013)
- In war of [war], zwölf Sprechstimmen (Englisch oder Niederländisch; 2013)
- Tijd en sintel, Sprechstimmer, 31-Ton Orgel & Soundtrack (Englisch oder Niederländisch; 2016)
- dreams of airs, Sprechstimme, Ensemble & Soundtrack (mehrsprachig; 2018)
- al dat groen en blauw, Sprechstimme & Soundtrack (Niederländisch; 2022)

## Diskographie
- Sacro Monte (Instrumentalmusik; Ives Ensemble), Present, NM Classics, Donemus, Amsterdam (1999)
- In LA (Elektroakustische Musik und Text; Rozalie Hirs), Drukkerij Tielen, Boxtel (2003)
- Platonic ID (Instrumentalmusik; Asko|Schönberg, Stefan Asbury, Arnold Marinissen, Anna McMichael, Dante Boon, Bas Wiegers), Attacca Productions, Amsterdam (2007)
- Pulsars (Elektroakustische Musik und Text; Rozalie Hirs, Arnold Marinissen), Attacca Productions/Muziek Centrum Nederland, Amsterdam (2010)

## Bibliographie

### Lyrik
- R. Hirs, Locus. Querido, Amsterdam 1998, ISBN 90-214-6643-0.
- R. Hirs, Logos. Querido, Amsterdam 2002, ISBN 90-214-6708-9.
- R. Hirs, [Speling]. Querido, Amsterdam 2005, ISBN 90-214-6734-8.
- R. Hirs, Geluksbrenger. Querido, Amsterdam 2008, ISBN 978-90-214-3503-9.
- R. Hirs, Gestamelde werken. Querido, Amsterdam 2012, ISBN 978-90-214-4243-3.
- R. Hirs, ein tag. hochroth Verlag, Berlin 2014, ISBN 978-3-902871-50-3. (zweisprachig; Übertragung aus dem Niederländischen: Ard Posthuma, Rozalie Hirs)
- R. Hirs, život mogućnosti. Biblioteka Prevodi, Banja Luka 2014, ISBN 978-99955-805-0-6 (Serbische, Kroatische Übertragung: Jelica Novaković, Radovan Lučić)
- R. Hirs, gestammelte werke. Berlin: kookbooks, 2017. ISBN 978-3-937445-67-0. (mehrsprachig; Deutsche Übertragung: Rozalie Hirs, Daniela Seel, Ard Posthuma; Englische Übertragung: Donald Gardner, Ko Kooman, Willem Groenwegen, Moze Jacobs; Chinesische Übertragung: Aurea Sison; Spanische Übertragung: Diego Puls; Albanische Übertragung: Anton Papleka; Schwedische Übertragung: Boerje Bohlin; Serbo-Kroatische Übertragung: Jelica Novaković, Radovan Lučić; Litauische Übertragung: Ausra Gudaviciute, Gytis Norvilas; Russische Übertragung: Nina Targan Mouravi)
- R. Hirs, verdere bijzonderheden. Amsterdam: Querido, 2017. ISBN 978-90-214-0857-6
- R. Hirs, ahora es una rosa. Montevideo: Yauguru Books, Uruguay, 2019. ISBN 978-9974-8903-3-6. (zweisprachig; Übertragung aus dem Spanischen: Diego Puls)
- R. Hirs spor al lykkebringer, Kopenhagen: Melodika Forlaget, Dänemark, 2021. ISBN 978-87-972522-4-6. (zweisprachig; Übertragung aus dem Dänischen: Birthe Lundsgaard)
- R. Hirs oneindige zin. Amsterdam: Querido, 2021. ISBN 978-90-214-3664-7
- R. Hirs ecologica. Rotterdam: Vleugels, 2023. ISBN 978-94-93186-86-6
- dagtekening van liefdesvormen. Querido, Amsterdam 2024, ISBN 978-90-214-8970-4.

### Musiktheorie
- R. Hirs, On Murail’s Le lac. Dissertation. ProQuest, Ann Arbor 2007.
- mit B. Gilmore (Hrsg.): Contemporary Compositional Techniques and OpenMusic. (= Collection Musique/Sciences). Editions Delatour/IRCAM, Paris 2009, ISBN 978-2-7521-0080-1.
- R. Hirs, On Tristan Murail's Le lac. In: Contemporary Compositional Techniques and OpenMusic. (= Collection Musique/Sciences). Editions Delatour/IRCAM, Paris 2009, ISBN 978-2-7521-0080-1, S. 45–89.
- R. Hirs, Frequency-based compositional techniques in the music of Tristan Murail. In: Contemporary Compositional Techniques and OpenMusic. (= Collection Musique/Sciences). Editions Delatour/IRCAM, Paris 2009, ISBN 978-2-7521-0080-1, S. 93–196.
- R. Hirs, Zeitgenössische Kompositionstechniken und OpenMusic: Murail's Le Lac. In: Lukas Haselböck (Hrsg.): Klangperspektiven. Wolke Verlag, Hofheim, 2011, ISBN 978-3-936000-81-8, S. 119–164.